# Çaybaşı, Arapgir
Çaybaşı là một xã thuộc huyện Arapgir, tỉnh Malatya, Thổ Nhĩ Kỳ. Dân số thời điểm năm 2011 là 21 người.